# Anja Liedtke

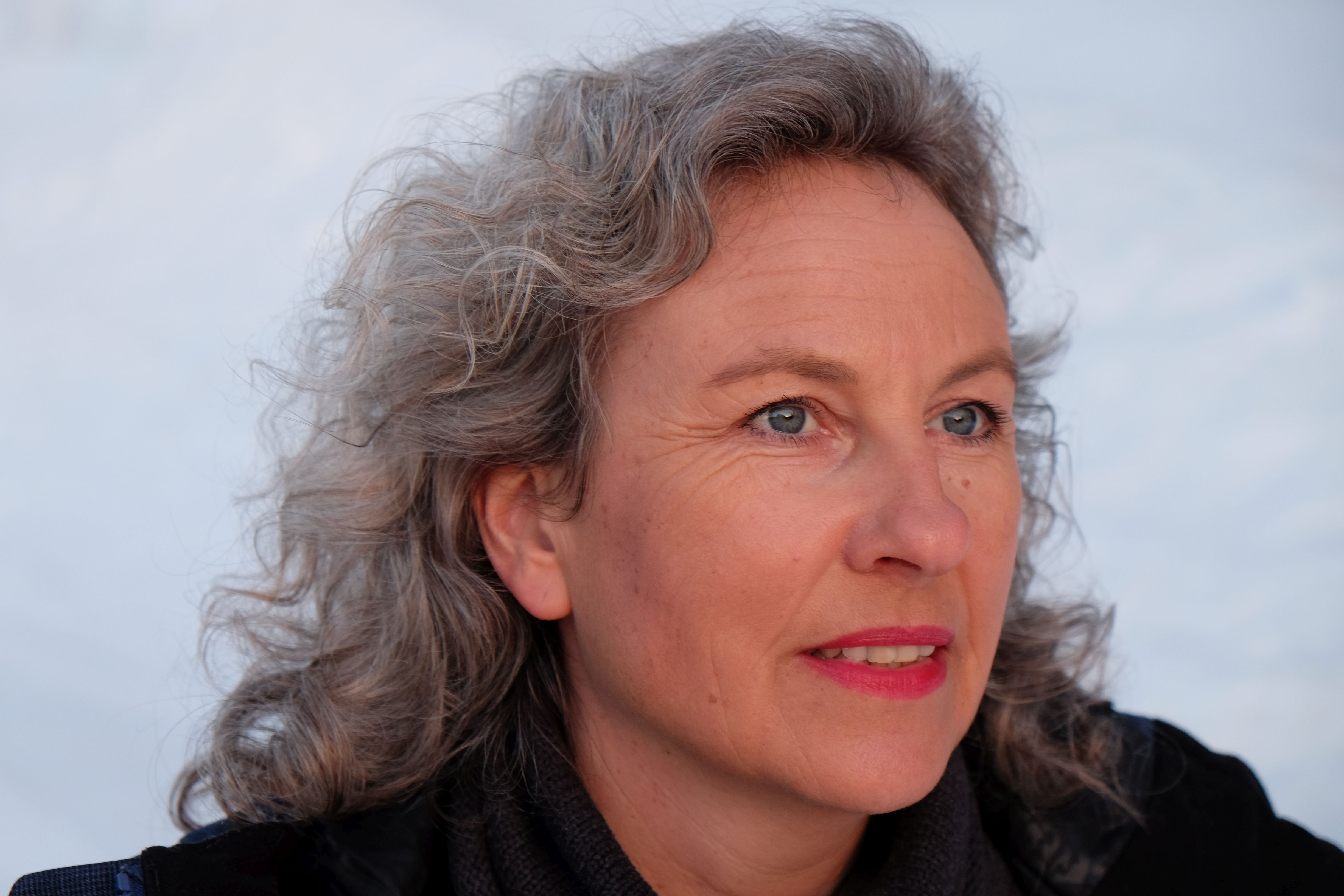
Anja Liedtke

Anja Liedtke (* 5. Dezember 1966 in Bochum) ist eine deutsche Schriftstellerin.

## Leben
Liedtke studierte Germanistik und Geschichte und war unter anderem sechs Monate für die Aktion Sühnezeichen Friedensdienste in Israel tätig. Nach ihrer Promotion bei Siegfried Grosse beschäftigte sie sich hauptsächlich mit Nachhaltiger Entwicklung und alternativen Lebenskonzepten.
Sie ist Mitglied im Verband deutscher Schriftstellerinnen und Schriftsteller (VS) sowie Bundesfachbeirätin für Literatur der GEDOK.
Anja Liedtke lebt in Bochum.

## Veröffentlichungen (Auswahl)
- Zur Sprache der Berichterstattung in den Kriegen am Golf und in Jugoslawien. Frankfurt am Main, Phil. Diss. (1994), ISBN 978-3-631-47465-5
- Grün Gelb Rot, Ein Heimatroman. Roman, Hamburg (2000), ISBN 978-3-88619-986-0
- Stern über Europa, Roman, Oberhausen (2012), ISBN 978-3-938834-65-7
- So sagt man halt bei uns, Wörterbuch, Anja Liedtke, Meier Schwarz, Bochum (2012), ISBN 978-3-89733-253-9
- Reise durch amerikanische Betten, Roman, Bochum (2013), ISBN 978-3-89733-286-7
- Blumenwiesen und Minenfelder; Reiseerzählungen aus Israel, Reiseerzählungen, Bochum (2014), ISBN 978-3-89733-352-9
- Schwimmen wie ein Delfin oder Bowies Butler, Roman, Oberhausen (2017), ISBN 978-3-938834-86-2
- Ein Ich zu viel, Roman, Oberhausen (2020), ISBN 978-3-938834-97-8
- Der Himmel ist altes Silber, Nature Writing, Weilerswist-Metternich (2023), ISBN 978-3-910732-08-7
- Von Hängen fallen – Meraner Sammlung, Anja Liedtke, Achim Stegmüller, Sabine Hey (Zeichnungen), Weinheim (2023), ISBN 978-3-948028-25-1

## Auszeichnungen
- 1996: Bettina-von-Arnim-Preis
- 2001: Autorinnenförderung des Literaturbüros Ruhr
- 2018: Stipendium im Stuttgarter Schriftstellerhaus
- 2019: Stipendium des Goethe-Instituts Tschechien
- 2020: Thoreau 2.2: Wohnen und Schreiben im Nachbau der Holzhütte des nature-writing-Klassikers Henry David Thoreau im Nationalpark Bayerischer Wald auf Einladung des Vereins WaldZeit
- 2022: Kooperationsstipendium der Kulturstiftung Schloss Wiepersdorf
- 2022: Writer in Residence, Franz-Edelmaier-Residenz für Literatur und Menschenrechte, Meran